# Bandiera della Louisiana
La bandiera della Louisiana raffigura lo stemma dello stato, un pellicano che, apertosi il petto con il proprio becco, ne nutre con il Sangue la sua nidiata. Sotto la figura vi è iscritto,  su un cartiglio, il motto "Union Justice Confidence" ("Unione giustizia fedeltà").
La bandiera è stata adottata in via ufficiale nel 1912, mentre nel 2006 è stato effettuato un restyling dell'immagine aggiungendo al pellicano le gocce di sangue.

## Storia
Nel gennaio 1861, durante la Guerra di Secessione, la Louisiana adottò, come propria, la bandiera francese, aggiungendo sette stelle bianche in cerchio in alto a sinistra.
Nel febbraio dello stesso anno la Louisiana adottò una bandiera a bande orizzontali bianche, rosse e blu, con una stella gialla su sfondo rosso in un cantone posto in alto a sinistra.
Dopo la fine della guerra la bandiera rimase ufficiosa fino a quando nel 1912 venne approvata la versione corrente.

## Bandiere storiche

Bandiera proposta per la Louisiana (gennaio 1861)
Bandiera della Louisiana (febbraio 1861-1912)
Bandiera della Louisiana (1912-2006)
Bandiera della Louisiana (2006-2010)